# 10046 Creighton
10046 Gaywray eller 1986 JC är en asteroid i huvudbältet som upptäcktes den 2 maj 1986 av International Near-Earth Asteroid Survey (INAS) vid Palomar-observatoriet. Den är uppkallad efter James M. Creighton.
Asteroiden har en diameter på ungefär 10 kilometer.